# 大盘短腺吸虫
大盘短腺吸虫（学名：Brachylecithum megacetabulum）为双腔科短腺属的动物。在中国大陆，分布于海南等地，营寄生生活，终末宿主黑喉噪鹛，寄生于肝脏以及胆道。该物种的模式产地在海南。